# 엔지니어드 스톤
엔지니어드 스톤은 파쇄된 돌과 접착제를 결합하여 단단한 표면을 형성하는 복합 재료이다. 접착제로는 일반적으로 포리머 수지가 사용되지만, 최근에는 시멘트 혼합물을 사용하는 새로운 버전도 있다. 이 범주에는 엔지니어드 석영(SiO2), 포리머 콘크리트, 엔지니어드 대리석 등이 포함된다. 이러한 제품의 구체적인 응용은 사용된 돌의 종류에 따라 다르다. 엔지니어드 대리석은 주로 실내 바닥과 벽에 사용되며, 석영 기반 제품은 주로 부식지거나 화강암 대안으로 주방 카운터탑으로 사용된다. 유사한 재료로는 지오폴리머와 캐스트 스톤이 있다. 테라조와 달리, 엔지니어드 스톤은 공장에서 블록이나 판으로 제조되어 가공 업체에서 절단, 연마 및 현장에서 조립된다.

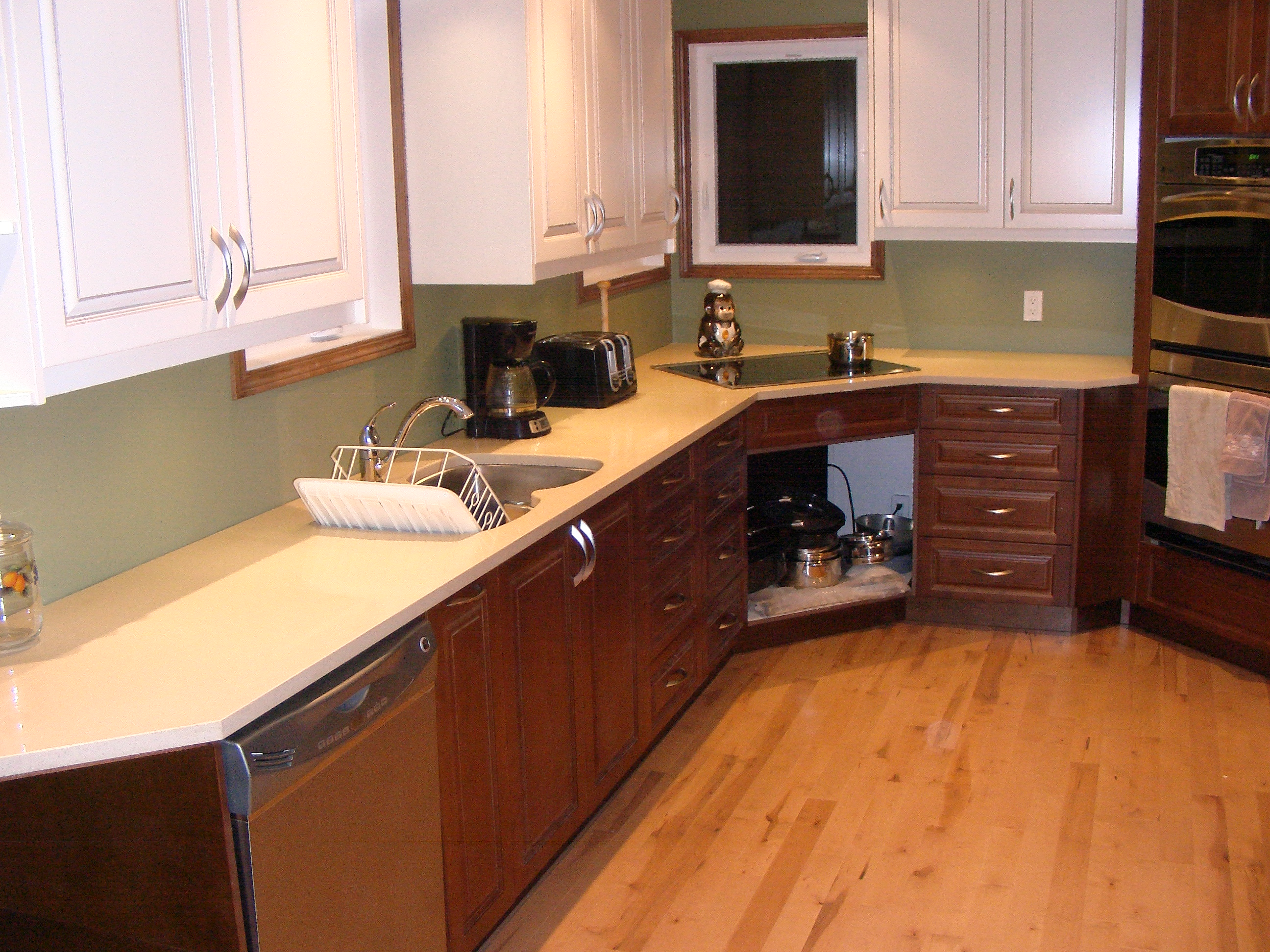
언더마운트 싱크와 쿡탑이 설치된 엔지니어드 스톤 주방 조리대. 상판은 제작자의 작업장에서 자르고 광택을 냄.

엔지니어드 스톤은 종종 어글로메레이트(agglomerate) 또는 어글로메레이티드 스톤(agglomerated stone)으로도 불린다. 마지막 용어는 유럽 표준(EN 14618)에서 인정되는 용어이지만, 용어 혼동을 더하기 위해 이 표준은 시멘트 바인더로 제조된 재료도 포함한다. 최종 소비자들이 직접 다루기 때문에 석영 버전은 일반적으로 '석영 표면' 또는 단순히 '석영'으로 알려져 있다.

## 제조 장비
이탈리아 트레비소에 소재한 비공개 회사인 Breton S.P.A.는 1960년대에 대규모 Breton 방법을 개발한 주요한 엔지니어드 스톤 장비 공급 업체이다. Breton은 형성 장비의 원래 제조업체이며, 해당 공정에 대한 국제 특허도 여러 개 보유하고 있지만, 이제는 비슷한 기계를 생산하는 다른 여러 회사들도 있다.

## 구성
인공 석영 돌의 본체는 미립자와 분말 형태로 구성된 99.9% 순수 실리카로, 이는 무게의 90-93%를 차지한다. 이 실리카는 미포화 폴리에스터 수지 (7-10%)와 과산화물 촉매 및 코발트 가속제와 혼합되어 있다. 이러한 성분들은 열경화 재료의 실온 경화를 용이하게 한다. 경화 후, 재료는 일반적으로 24-48시간 동안 휴식을 취한 후에 광택 처리와 마무리 작업이 진행된다.
무포화 폴리에스터 수지와 자외선 빛에 대한 반응으로 인한 변색을 예방하기 위해 흡수제가 화학 혼합물에 첨가된다. 이 흡수제는 변색 과정을 억제한다. 무포화 폴리에스터 수지를 사용하여 생산된 인공 석영 돌은 저흡수성, 우수한 화학 내구성, 높은 경도, 굴곡 강도 및 우수한 열충격 저항성과 같은 특성을 가지고 있다. 대리석과 대리석에 비해 이러한 면에서 우수한 성능을 발휘한다.

## 프로세스
진동 압축 진공 공정에 의한 압축은 탄성 고무 형틀을 사용하며, 이 형틀 위에 파쇄된 돌/수지 혼합물이 이동하는 벨트에 주입된다. 대략적으로 돌의 약 93%와 폴리에스터 수지의 약 7%로 구성된 혼합물(부피에 따라 66%는 석영이고 34%는 수지.)은 대형 프레스에서 진공 하에서 가열되고 압축된다. 진동은 혼합물을 조밀하게 하며, 거의 다공성이 없는 등방성 판을 형성한다. 인공 석영은 이후 자연 석영와 기본적으로 동일한 방식으로 가공된다.
일부 회사들은 자체적으로 암석을 수입하여 제품용으로 다양한 입자 크기의 애글로메레이트(석분)로 분쇄한다. 다른 회사들은 이미 분쇄된 상태의 석분을 구매한다.

## 속성
일반적으로 엔지니어드 스톤은 자연석과 동일한 방식으로 가공되며 워터젯 커터나 다이아몬드 블레이드를 사용한다. 이는 일반 톱으로 절단할 수 있는 솔리드 서페이스 재료와는 대조적인 점이다.
이 재료는 12mm, 20mm 또는 30mm의 두께로 생산될 수 있다. 가장 일반적인 슬랩 형식은 퀄츠 기반인 경우 3040mm x 1440mm이고, 브레튼 기반인 대리석의 경우 3050mm x 1240mm이다. 그러나 3040mm x 1650mm와 같은 다른 크기도 시장 수요에 따라 생산된다.
인공 석재는 많은 종류의 천연 돌에 비해 여러 가지 이점을 갖고 있다. 비를 맞으면서, 향상된 내구성, 유연성 및 경도를 제공한다. 천연 돌과는 달리, 숨겨진 균열이나 결함이 없는 일정한 내부 구조를 가지며, 슬랩 간에 색상과 패턴이 일관되도록 보장한다. 폴리에스터 수지 바인딩 제제는 일정한 수준의 유연성을 제공하여 압력에 의한 균열의 위험을 최소화한다. 그러나 이러한 바인딩 제제는 시간이 지남에 따라 서서히 경도화되어 굴곡 강도가 감소할 수 있다. 폴리에스터 수지는 완전히 자외선 안정성이 없으므로, 야외에서의 사용에 적합하지 않다. 장기간 자외선에 노출될 경우 석재의 변색과 수지 바인더의 파괴가 발생할 수도 있다.
이 재료는 가끔 직접적인 열에 의해 손상을 입을 수 있다. 석영 인공 석재는 대부분의 화강암, 대리석 및 석회암을 포함한 다른 돌 표면에 비해 열 저항성이 낮지만, 150°C (300°F) 이하의 온도에는 영향을 받지 않는다. 석영 인공 석재는 갑작스러운 온도 변화로 인해 손상을 입을 수 있다. 제조업체는 뜨거운 냄비나 프라이팬을 표면에 직접 놓지 말고 휴대용 조리기구 아래에 뜨거운 패드나 접시 받침대를 사용하도록 권장한다.
바닥 타일로 사용될 때는 사용되는 접착제와의 호환성을 보장하기 위해 주의가 필요하다. 반응 수지 접착제와 빠른 건조 시멘트 접착제는 일반적으로 성공적이지만, 다른 시멘트 접착제의 경우 접착 실패 또는 변색이 발생할 수 있다. 또한, 혼합 돌 타일은 열 팽창 및 수축 및 기초 스크린트로부터의 습기에 더 민감하여 돌이나 세라믹 바닥 타일보다 더 자주 이동 조인트를 포함해야 한다 (예: 영국 표준 BS 5385-5: 2011 참조) 그리고 기초 층의 건조 상태를 확인하기 위해 테스트가 필요하다.

## 대리석과 석영의 차이점
대리석 기반 및 석영 기반의 엔지니어드 스톤은 비슷한 공정을 통해 제작되지만, 여러 회사가 동시에 두 제품을 생산하더라도 그들의 특성과 응용 분야에는 명확한 차이가 있다.
대리석은 비교적 부드러운 소재로서 긁힘에 취약하지만 유지 관리가 간단하다. 일반적으로 두께가 충분히 얇아질 때까지 반복해서 연마할 수 있다. 대리석은 세계적으로 훨씬 더 흔하게 사용되며 다양성이 더 많이 존재하므로, 그에 비해 엔지니어드 스톤은 가격 측면에서 상당한 이점과 패턴 및 색상 다양성을 제공한다. 대리석 기반의 엔지니어드 스톤은 일반적으로 호텔, 쇼핑센터, 사무실 로비 등 대형 상업 프로젝트의 바닥재로 사용되며, 대리석의 매력적인 외관과 예산에 친화적인 비용 및 신뢰할 수 있는 납기 시간을 결합한다.
석영은 훨씬 더 단단한 소재이다. 대리석의 모스 경도는 대략 3이고, 반면 석영은 약 7 정도이다. 이는 석영이 긁힘에 훨씬 더 저항력을 가지게 만든다. 그러나 이로 인해 다시 연마하거나 일반적인 가공 작업이 더 어려운 과제가 된다. 이것이 석영이 가장 흔히 주방 카운터 탑과 같은 곳에서 사용되는 이유이다. 가공을 통해 추가 가치를 얻을 수 있어 석영의 상당히 높은 비용을 상쇄할 수 있다.
석영과 석영암 사이에도 차이가 있다. 이름이 비슷하기 때문에 혼동될 수도 있다. 석영 카운터탑은 인공적으로 만들어진 것이지만 석영은 자연적인 소재이다. 반면에 석영암 카운터탑은 자연적이며 고급 카운터탑 소재로 간주된다.

## 시장 개척
80년대부터 2000년대 초까지 이탈리아는 엔지니어드 스톤 제품 공급에서 주도적인 입지를 가졌으며, 특히 엔지니어드 대리석 분야에서 강세를 보였다. 그러나 중국 경제의 급격한 성장으로 인해 시장 역학은 크게 변화했다. 현재 중국은 엔지니어드 스톤의 최대 생산국이 되었으며, 약 100개 이상의 공급업체가 활동하고 있다. 또한, 2012년 12월 기준으로 인도에는 약 40개의 슬랩 생산 유닛이 있다.
이탈리아의 Quarella와 Santa Margherita, 대만의 Romastone과 같은 Breton 기계를 사용하는 원래의 회사들은 여전히 대리석 분야에서 주요한 브랜드로 알려져 있다. 석영 제품의 주목할 만한 브랜드로는 스페인의 개인 회사 Cosentino의 Silestone, 이스라엘의 공개 회사인 Caesarstone, 그리고 중동과 중앙 아시아에서 상당한 시장 점유율을 가지고 있는 이란 회사인 Totem Quartz이 포함된다. 오만에 본사를 둔 Gulfstone은 GCC(Gulf Cooperation Council) 지역에서 엔지니어드 석영 스톤의 유일한 생산업체이다.
중국은 건설 프로젝트의 광범위한 추진으로 인해 엔지니어드 대리석의 최대 시장으로 떠오르고 있으며, 엔지니어드 석영은 주로 북미와 유럽에서 판매되며 특히 고급 주거용 주방 카운터탑으로 사용된다.

## 건강 문제
엔지니어드 석영으로 제작된 제품을 절단하거나 가공할 때 발생하는 먼지를 흡입하면 실리코시스(규산칼륨질병)가 발생할 수 있다. 규산칼륨 먼지를 흡입하는 위험은 적절한 안전 조치를 취함으로써 줄일 수 있다. 안전 조치나 보호 장비를 사용하지 않거나 거의 사용하지 않는 경우 실리코시스 발병 위험이 높아질 수 있다. 이는 소규모 가게나 산업이 규제되거나 모니터링되지 않는 국가에서 발생할 수 있다.
2019년 7월에 호주에서는 국가 먼지 질환 작업단이 설립되었다.
서부 오스트레일리아에서는, 엔지니어드 스톤으로 인한 규석병의 조기 발견을 지원하기 위한 법률이 도입되었다.
서부 오스트레일리아의 의료 전문가들은 위험에 노출된 근로자들의 건강 감시를 위해 엄격한 지침을 준수하도록 권고받는다.
2023년 2월에 호주 노동조합은 호주로의 인공석재 수입을 금지하기 위한 요구를 제기했다.